# Enric Llaudet
Enric Llaudet Ponsa, né le 25 septembre 1916 à Barcelone (Catalogne, Espagne) et mort le 15 août 2003 dans la même ville, est un chef d'entreprise espagnol. Il préside le FC Barcelone entre 1961 et 1968.

## Biographie
Il naît au sein d'une famille de la bourgeoisie catalane. Son père, Josep Llaudet, qui a été dirigeant du FC Barcelone était un industriel qui en 1901 avait fondé l'entreprise Hilaturas Llaudet qui fabrique du fil de coton. Enric Llaudet hérite l'entreprise familiale qui est l'une des plus importantes dans le secteur textile en Catalogne.
En 1953, Enric Llaudet rejoint le comité directeur du FC Barcelone présidé par Francesc Miró-Sans. Llaudet est membre de la commission économique et sportive, puis il préside les sections du club. En 1956, il est responsable du CD Condal qui cette année-là joue en première division ; il s'agit de l'équipe filiale du Barça.
À la suite de la démission de Miró-Sans en février 1961, Enric Llaudet se présente à l'élection présidentielle où il a comme adversaire Jaume Fuset. Le 7 juin 1961, Llaudet remporte l'élection et devient président du FC Barcelone.
`
Llaudet est confronté à une situation économique difficile car le club a une dette de 289 millions de pesetas en grande partie à cause de la construction du Camp Nou. Peu après son arrivée à la présidence, il voit trois joueurs emblématiques quitter le club : Laszlo Kubala et Antoni Ramallets prennent leur retraite sportive tandis que Luis Suárez est transféré à l'Inter de Milan pour 25 millions de pesetas. 
Afin de faire des économies, Llaudet décide de supprimer la section de basket-ball, mais face au mécontentement des supporters il est obligé de faire marche arrière.
Le départ des meilleurs joueurs et la mauvaise situation économique pèsent sur les résultats sportifs. Durant les six années et demi du mandat présidentiel de Llaudet, le club ne remporte qu'une Coupe d'Espagne en 1963 et une Coupe des villes de foire en 1966.
Llaudet considère la vente de l'ancien stade des Corts comme la seule façon de surmonter les difficultés économiques du club. Après de longues négociations avec le maire José María de Porcioles, en 1962 la municipalité de Barcelone donne son accord pour la requalifiquation des terrains qui passaient de zone verte à zone édifiable, ce qui en augmentait considérablement la valeur. En 1966, les terrains des Corts sont vendus à l'entreprise immobilière Hábitat pour un montant de 226 millions de pesetas qui permettent au club d'éponger sa dette.
Cette bonne opération facilite la réélection de Llaudet à la présidence du Barça.
En été 1966, Enric Llaudet crée le Trophée Joan Gamper pour rendre hommage au fondateur du FC Barcelone.
Malgré la récupération économique, le manque de trophées fait apparaître un fort courant d'opposition emmené par Nicolau Casaus réclamant la démission de Llaudet.  
Le 1er septembre 1967, Enric Llaudet annonce des élections anticipées auxquelles il ne se présente pas. Le 17 janvier 1968, Narcís de Carreras devient par acclamation le nouveau président du FC Barcelone.
Dans les années 1980, sous la présidence de José Luis Núñez, Enric Llaudet revient au Barça pour présider la Commission économique et statutaire.
Début août 2003, Enric Llaudet est admis à la clinique Teknon de Barcelone souffrant d'une pneumonie. Il y décède le 15 août.